# Perfume de agonía
Perfume de agonía es una telenovela colombiana realizada por Producciones JES transmitida por el Canal A en el año 1997 y retransmitida por el Canal 1 en el año  1998. Estuvo protagonizada por Alejandra Borrero y Marcelo Dos Santos, con las participaciones co-protagónicas de Marcela Carvajal y Ricardo Vélez, y las actuaciones especiales de Pilar Uribe, Humberto Dorado y Marcela Agudelo, bajo la dirección de Kepa Amuchastegui.

## Sinopsis
Helena Saldarriaga (Alejandra Borrero) es una joven periodista hija de un poderoso dueño de las comunicaciones en Colombia. Ella ha vivido en el exterior un largo tiempo estudiando para hacerse cargo de las empresas de la familia, pero al llegar al país es víctima de un secuestro de un grupo armado que requiere conseguir recursos para su manutención y que la prensa conozca sus planteamientos e ideología, pero con lo que no contaban es que al pasar del tiempo y del encierro, la víctima empieza a simpatizar con su secuestrador alias Darío (Marcelo Dos Santos), naciendo en ellos un amor que no puede ser aceptado por la sociedad. 
La historia trata temas como el secuestro, el síndrome de Estocolmo y el lesbianismo.

## Elenco
- Alejandra Borrero - Helena Saldarriaga
- Marcelo Dos Santos - Darío Alzate
- Marcela Carvajal - Gabriela Ramírez
- Ricardo Vélez - Rafael
- Pilar Uribe - Irene
- Humberto Dorado - Horacio Saldarriaga
- Marcela Agudelo - Mariela
- Víctor Hugo Morant - Andrés
- Marcela Gallego - Elvira
- Edgardo Román - Castro
- Patricia Maldonado - Berenice
- Agmeth Escaf - Toño
- Bibiana Navas - Patricia
- Julio Sánchez Cóccaro - Luis Alberto
- Maritza Rodríguez - Carmen Colmenares
- Luis Alfredo Velasco - Jairo
- Rita Escobar - Jacqueline
- Álvaro Castillo - Víctor
- Marcela Angarita - Zoraida
- Carlos Hurtado - Zapata
- María Eugenia Penagos - Ana Berta
- Manuel Correa - Pedro Manuel
- Carmen Marina Torres - Tata
- Julio Sastoque - General Espinel
- Orlando Daigo - Orlando
- Rosemary Cárdenas
- Carlos Andrés Cantor - Gamín
- Lucy Colombia Arias
- Diana Golden

- Datos: Q6072405